# SAR-Lupe

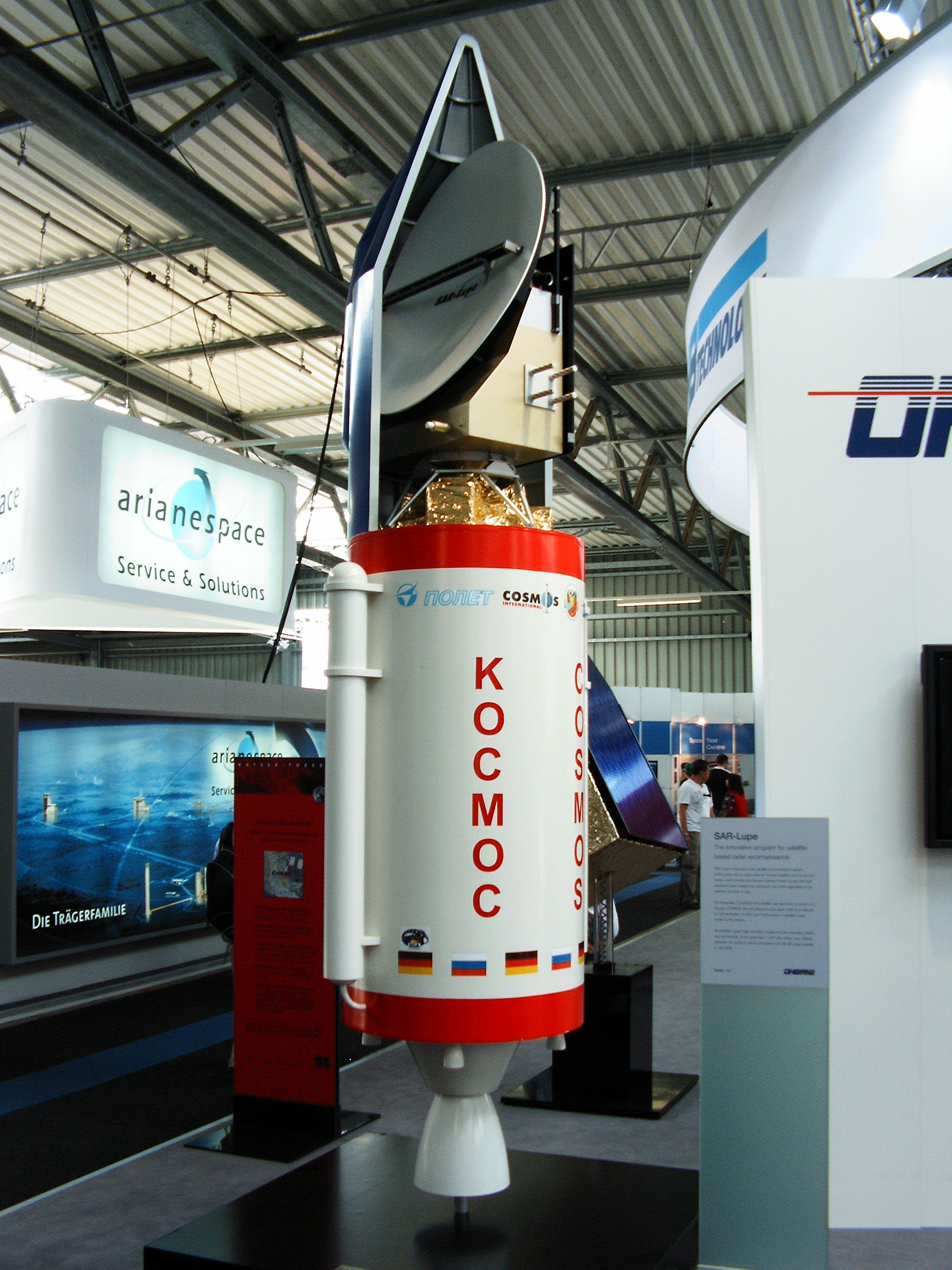
SAR-Lupe

SAR-Lupe  es el primer sistema de satélites de reconocimiento de Alemania y se utiliza con fines militares. SAR es una abreviatura de radar de apertura sintética y "Lupe" es alemán para lupa. El programa SAR-Lupe consta de cinco satélites idénticos (770 kg), desarrollados por la compañía aeronáutica alemana OHB-System, que están controlados por una estación terrestre que es responsable de controlar el sistema y analizar los datos recuperados. Se guardará un gran archivo de datos de imágenes en un antiguo búnker de la Guerra Fría perteneciente a la Kommando Strategische Aufklärung (Comando de Reconocimiento Estratégico) de la Bundeswehr.

## Especificaciones
Las imágenes de "alta resolución" de SAR-Lupe se pueden adquirir de día o de noche en todas las condiciones climáticas. El primer satélite se lanzó desde Plesetsk en Rusia el 19 de diciembre de 2006, aproximadamente un año después de la fecha de lanzamiento prevista; se lanzaron cuatro satélites más a intervalos de aproximadamente seis meses, y todo el sistema logró una plena preparación operativa el 22 de julio de 2008. Los cinco satélites operan en tres órbitas de 500 kilómetros. Thales Alenia Space proporcionó el núcleo de los sensores de radar de apertura sintética.

## Historia
La prueba de SAR-Lupe involucró un procedimiento inverso, en el cual el satélite, montado en un radomo en la Tierra, se usó para obtener imágenes de la Estación Espacial Internacional, cuya órbita está razonablemente cerca de la que finalmente estará el satélite. Un metro. La resolución en la ISS fue aparentemente lograda.
El 30 de julio de 2002 se firmó un tratado de cooperación entre Alemania y Francia, en virtud del cual los satélites SAR-Lupe y el satélite francés de reconocimiento óptico Helios operarán conjuntamente. Otros países de la UE también han sido invitados a unirse e Italia ha mostrado un gran interés.

## Lanzamientos
| Satellite  | Fecha                   | Lanzador  | Sitio de Lanzamiento | Estado |
| ---------- | ----------------------- | --------- | -------------------- | ------ |
| SAR-Lupe-1 | 19 de diciembre de 2006 | Cosmos-3M | Plesetsk             | Éxito  |
| SAR-Lupe-2 | 2 de julio de 2007      | Cosmos-3M | Plesetsk             | Éxito  |
| SAR-Lupe-3 | 1 de noviembre de 2007  | Cosmos-3M | Plesetsk             | Éxito  |
| SAR-Lupe-4 | 27 de marzo de 2008     | Cosmos-3M | Plesetsk             | Éxito  |
| SAR-Lupe-5 | 22 de julio de 2008     | Cosmos-3M | Plesetsk             | Éxito  |